# مل غنزة
مل غنزة (بالفارسية: مل‌گنزه) هي قرية تقع في قسم بردخون الريفي (مقاطعة دير) في إيران.